# Universidade Shoin
Universidade Shoin (松蔭大学,Shoin Daigaku) é uma universidade com vários campus no Japão, que estão situados em Atsugi e Tokyo,Japão. Shoin foi fundada em 1941 com o nome da Shoin fêmea academia. Shoin ganhou status de universidade em [ [2000] ]. Era originalmente uma universidad feminina. Em 2004 a universidad deixa de ser feminina e torna-se mista.
Seu lema é "O conhecimento como ação".

## Escolas e Departamentos

### Curso de Graduação
- Faculdade de Gestão de Negócios e Cultura Corporativa
  - Departamento de Economia e Finanças
  - Departamento de Negócios e Direito
  - Departamento de Gestão de Negócios
- Faculdade de Comunicação e Cultura
  - Departamento de Cultura e Comunicação no Japão
  - Departamento de Comunicação Intercultural
  - Departamento de Psicologia para a vida cotidiana
- Faculdade de Estudos do Turismo, Mídia e Culturais
  - Departamento de Turismo e Estudos Culturais
  - Departamento de Mídia, Comunicação e Estudos de Informação

### Programa de Pós-Graduação
- Escuela de Postgrado de Negocios

## Ex-alunos famosos
- Izumi Sakai  - Cantor, O artista feminina que mais vendeu na década de 1990